# Битка при Ташкесен
Битката при Ташкесен (днешно с. Саранци) е част от изтласкването на Орханийската османска армия от Арабаконашката позиция по време на зимното преминаване на Западния отряд на Гурко през Стара планина. Води се по време на Руско-турската война (1877–1878).

## Оперативна обстановка
Преминаването на главните сили на Западния руски отряд на Гурко през Стара планина изправя Орханийската армия с командир Шакир паша, разположена на Арабаконашката позиция, пред опасност от обкръжаване. За да осигури пътя за изтегляне на 16 1877 г. при село Ташкесен е създаден заслон със силите на 8 табора, 3 ескадрона и 7 оръдия с командир Валентин Бекер паша). Устроена е отбранителна позиция: височина югозападно от селото с командно положение е укрепена като ключова позиция, северно от селото са 3 последователни редута, а самото село е укрепено за улични боеве. Основните сили на Орханийската армия започват изтегляне през Арабаконашкия проход през нощта на 18 – 19 декември.

## Бойни действия
Силите на Западния руски отряд от 40 батальона, 16 екадрона и 4 оръдия са разпределени в 6 колони. Колоната, с командир генерал-майор Аркадий Курлов, определена да атакува ключовата височина, излиза от село Потоп през нощта на 18 – 19 декември. Започва атаката в 10:00 часа. Със силите на Лебгвардейския Волински полк и Санктпетербургския гренадирски полк противникът е изтласкан от височината. Отбита е последвалата турска контраатака срещу Санктпетербургския гренадирски полк. Едновременно колоната с командир генерал-майор Отон Раух атакува редутите на север от селото. Към 13:00 часа достига на 300 крачки от противниковите позиции. Артилерийски снаряд възпламенява след пряко попадение склада за боеприпаси на турците. Настъпва паника, като оцелелите турски войници безредно се изтеглят, а целият заслон на отряда на Валентин Бекер паша е овладян. В затруднено положение попада ариегардът на Орханийската армия, който не е успял да премине през Камарското поле.
Руски загуби са 577 убити и ранени офицери и войници. Турски загуби са неизвестни.